# Francisco Docal
Francisco Antonio Docal Nates (Laredo, Cantabria, España, 7 de diciembre de 1945) es un exfutbolista español que se desempeñaba como delantero. Su hermano Juan Ramón Docal también fue futbolista profesional.

## Clubes
| Club                          | País   | Año       |
| ----------------------------- | ------ | --------- |
| Real Racing Club de Santander | España | 1966-1967 |
| Real Valladolid C. F.         | España | 1967-1970 |
| R. C. D. Español              | España | 1970-1971 |
| Hércules C. F.                | España | 1972      |
| Real Racing Club de Santander | España | 1972-1973 |
| Deportivo Alavés              | España | 1974-1975 |